# Luciano Berio
« Berio » redirige ici. Pour les autres significations, voir Berio (homonymie).
Œuvres principales
- Sinfonia
- Coro
- Folks Songs
- Sequenze

Luciano Berio, né le 24 octobre 1925 à Imperia et mort le 27 mai 2003 à Rome, est un compositeur italien. Il est réputé pour ses travaux expérimentaux et son travail de pionnier dans la musique électroacoustique.

## Biographie
Luciano Berio naît à Oneglia, un quartier de la commune d'Imperia, dans l'ouest de la Ligurie, à proximité des Alpes-Maritimes françaises. Son père, pianiste et compositeur de musiques d'accompagnement de films muets et son grand-père, organiste, lui apprennent le piano.
Pendant la Seconde Guerre mondiale, il est appelé aux armes, mais le premier jour, il se blesse à la main en apprenant à manipuler une arme à feu. Il est donc obligé de passer beaucoup de temps à l'hôpital militaire avant de fuir pour éviter la conscription.
De 1946 à 1951, Luciano Berio étudie au Conservatoire Giuseppe Verdi de Milan chez Giulio Cesare Paribeni (de) (contrepoint) et Giorgio Federico Ghedini (composition). La première exécution publique d'une de ses œuvres, une suite pour piano, a lieu en 1947. C'est à cette époque qu'il découvre les compositeurs modernes de la seconde école de Vienne (Arnold Schönberg, Alban Berg et Anton Webern), mais aussi Bartók, Stravinsky, Paul Hindemith et Darius Milhaud.
À cause de sa blessure à la main, il ne peut plus continuer ses études de piano et gagne sa vie comme accompagnateur de classes de chant. Il fait ainsi la connaissance de la soprano américaine Cathy Berberian qu'il épouse en 1950. Berio a écrit un certain nombre de pièces qui exploitent la voix particulière de sa jeune femme. Ils restent mariés jusqu'en 1964. Ils ont eu une fille, Cristina Berio (née en 1953).
En 1951, il se rend aux États-Unis, à Tanglewood, pour étudier chez Luigi Dallapiccola qui pousse son intérêt vers les principes du sérialisme. Il participe aux Ferienkurse für Neue Musik à Darmstadt où il fait la connaissance de Pierre Boulez, Karlheinz Stockhausen, György Ligeti et Mauricio Kagel. Il commence à s'intéresser à la musique électronique et fonde en 1954 à Milan le Studio di Fonologia musicale avec Bruno Maderna et Luigi Nono. Il y invite de nombreux compositeurs comme Henri Pousseur et John Cage. Entre autres, il devient éditeur d'une revue consacrée à la musique expérimentale, les Incontri Musicali.
En 1960, il retourne à Tanglewood comme compositeur en résidence et, à l'invitation de Darius Milhaud en 1962, il devient professeur au Mills College à Oakland, Californie. À partir de 1965, il enseigne à l'université Harvard et à la Juilliard School of Music où il fonde le Juilliard Ensemble qui se consacre à la musique contemporaine (New York, 1967). En 1966, il se remarie, cette fois avec la célèbre philosophe des sciences Susan Oyama (en). Ils divorcent en 1972. Parmi ses élèves figurent Louis Andriessen, Noah Creshevsky, Steven Gellman, Dina Koston, Steve Reich, Luca Francesconi, Giulio Castagnoli, Flavio Emilio Scogna, William Schimmel et Phil Lesh du groupe de rock Grateful Dead. Pendant tout ce temps, Berio n'a cessé de composer et de se forger une réputation : en 1966, il gagne le « Prix Italia » pour son œuvre Laborintus II, une composition pour voix, instruments et bande magnétique sur un texte de Edoardo Sanguineti commandée par la télévision française pour célébrer le 700e anniversaire de la naissance de Dante Alighieri. En 1968 est présentée au public son œuvre la plus marquante, la Sinfonia.
En 1972, il retourne en Italie pour s'installer à Rome. De 1974 à 1980, il est directeur du département d'électro-acoustique de l'Institut de recherche et coordination acoustique/musique (IRCAM) à Paris. En 1977, il épouse la musicologue Talia Pecker.
À Florence, il fonde, en 1987, Tempo Reale (it), un centre de même orientation que l'IRCAM. En 1988, il est nommé membre honoraire de la Royal Academy of Music, Londres. L'année suivante, il reçoit le Prix Ernst-von-Siemens. Il est élu membre honoraire étranger de l'Académie américaine des arts et des sciences en 1994. De 1994 à 2000, il est compositeur (Distinguished Composer) en résidence à Harvard. Il y compose jusqu'à la fin de sa vie.
En 1993-1994, il donne les conférences Charles Eliot Norton à Harvard, publiées plus tard sous le titre Remembering the Future.
Il est membre du jury du prix de composition Tōru Takemitsu en 1999.
En 2000, il est devenu Presidente et Sovrintendente de l'Accademia Nazionale di Santa Cecilia à Rome.
Luciano Berio était actif en tant que chef d'orchestre et a continué à composer jusqu'à la fin de sa vie. Il est mort en 2003 dans un hôpital de Rome. Il était athé.
Il était connu pour son sens de l'humour. Il a donné un séminaire de deux heures lors d'une université d'été aux États-Unis, analysant la Symphonie n°7 de Beethoven, démontrant qu'il s'agissait d'une œuvre d'un génie radical. Le lendemain, il a donné un autre séminaire de deux heures, avec un visage complètement droit, montrant pourquoi elle était désespérément imparfaite et une impasse créative.

## Œuvre
L'œuvre électronique de Luciano Berio date pour l'essentiel de son séjour au Studio di Fonologia de Milan. L'une des œuvres les plus influentes qu'il y a produites est Thema (Omaggio a Joyce) (en) (1958), basée sur la lecture par Cathy Berberian du roman  l'Ulysse de James Joyce, qui peut être considérée comme la première composition électroacoustique de l'histoire de la musique occidentale faite avec la voix et l'élaboration de celle-ci par des moyens technologiques. Une œuvre ultérieure, Visage (1961) voit Berio créer un langage émotionnel sans paroles en découpant et en réarrangeant un enregistrement de la voix de Cathy Berberian ; La composition est donc basée sur la charge symbolique et représentative des gestes et des inflexions de la voix, « des sons inarticulés aux syllabes, du rire aux larmes et au chant, de l'aphasie aux schémas d'inflexion de langues spécifiques : anglais et italien, hébreu et dialecte napolitain,. »
En 1968, Berio achève O King, une œuvre qui existe en deux versions : l'une pour voix, flûte, clarinette, violon, violoncelle et piano, l'autre pour huit voix et orchestre. La pièce est écrite à la mémoire de Martin Luther King Jr. qui avait été assassiné peu de temps avant sa composition. La voix entonne d'abord les voyelles, puis les consonnes qui composent son nom, ne les enchaînant que pour donner son nom en entier dans les dernières mesures.

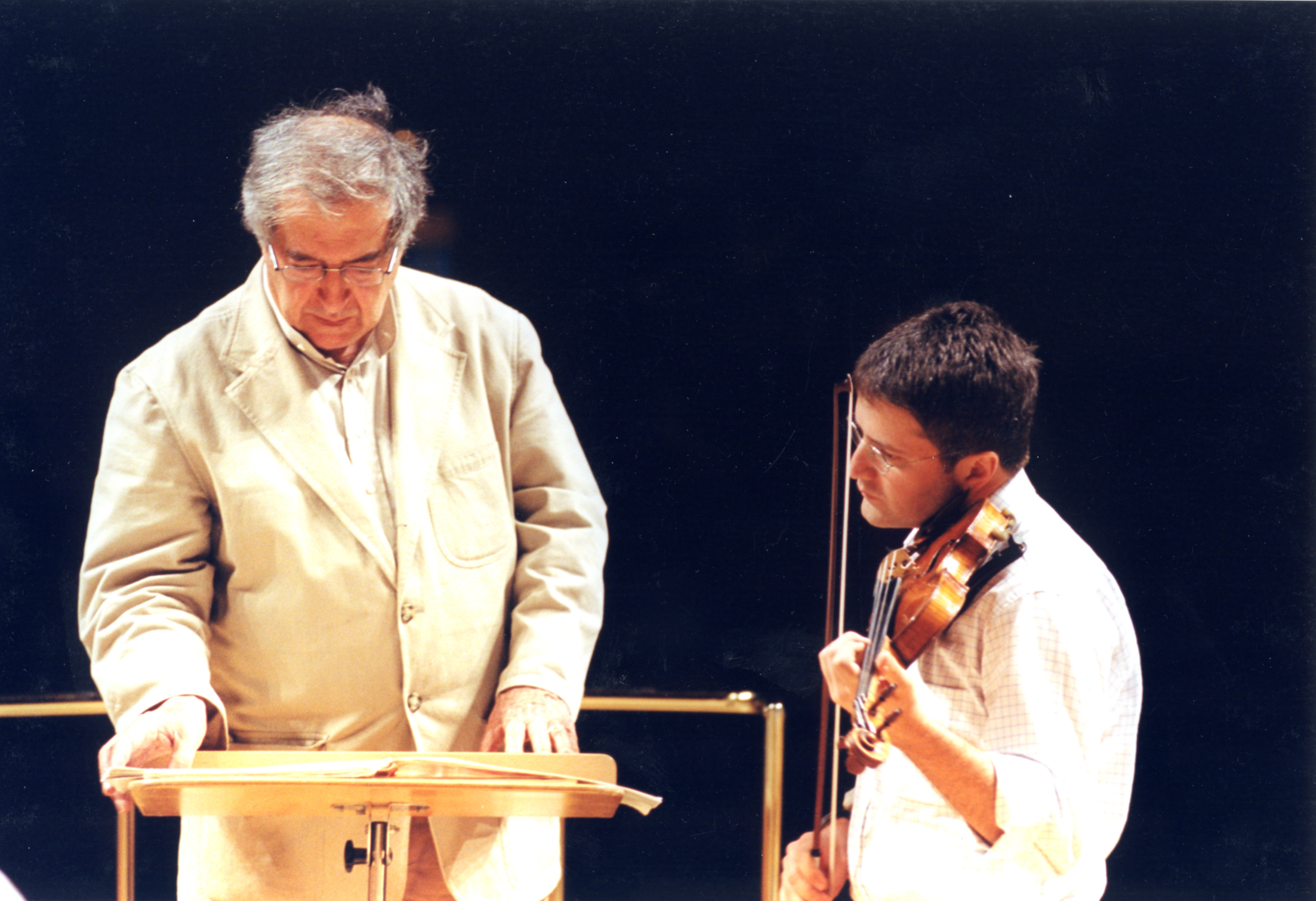
Berio avec le violoniste Francesco D'Orazio.

La version orchestrale de O King a été, peu après son achèvement, intégrée dans ce qui est peut-être l'œuvre la plus célèbre de Berio, Sinfonia (1967-69), pour orchestre et huit voix amplifiées. Les voix ne sont pas utilisées de manière classique traditionnelle ; souvent, elles ne chantent pas du tout, mais parlent, chuchotent et crient. Le troisième mouvement est un collage de citations littéraires et musicales. A-Ronne (en) (1974) est un collage similaire, mais l'accent est mis plus directement sur la voix. À l'origine, il s'agissait d'un programme radiophonique pour cinq acteurs, qui a été retravaillé en 1975 pour huit chanteurs et une partie de clavier optionnelle. L'œuvre fait partie d'un certain nombre de collaborations avec le poète Edoardo Sanguineti, qui a fourni pour cette pièce un texte rempli de citations de sources telles que la Bible, T. S. Eliot et Karl Marx.
Un autre exemple de l'influence de Sanguineti est la grande œuvre Coro (en) (créée en 1977), écrite pour orchestre, voix solistes et grand chœur, dont les membres sont associés aux instruments de l'orchestre. L'œuvre dure environ une heure et explore un certain nombre de thèmes dans le cadre de la musique folklorique de diverses régions : Chili, Amérique du Nord, Afrique. Les thèmes récurrents sont l'expression de l'amour et de la passion, la douleur d'être séparé d'êtres chers, la mort d'une femme ou d'un mari. Un vers souvent répété est viens voir le sang dans les rues, une référence à un poème de Pablo Neruda, écrit dans le contexte de l'éclatement de la guerre civile en Espagne.
Dans la dernière période de sa production, Berio s'est également intéressé à l'utilisation de l'électronique en direct, appliquée dans certaines compositions comme Ofanìm (1988-1997) et Altra voce (1999) : la musique électronique et la partie technique de ces pièces étaient toujours exécutées par les musiciens de l'ensemble Tempo Reale (en).

### Œuvres dramatiques
- 1961 : Passagio
- 1965 : Laborintus II
- 1970 : Opera
- 1972 : Recital I (for Cathy)
- 1982 : La vera storia
- 1984 : Un re in ascolto
- 1994 : Twice upon ... théâtre sans paroles pour six groupes d'enfants
- 1994 : Compass ballet-récital pour piano et orchestre
- 1996 : Outis
- 1999 : Cronaca del luogo

### Œuvres orchestrales
- 1949 : Concertino pour claviers, violons, violoncelle, harpe et cordes
- 1954 : Nones
- 1955 : Allelujah II
- 1958 : Divertimento, en collaboration avec Bruno Maderna
- 1959 : Tempi concertati
- 1959 : Chemins I sur Sequenza II, pour harpe et orchestre
- 1967 : Chemins II sur Sequenza VI pour alto et neuf instruments
- 1968 : Chemins III sur Chemins II, pour alto, neuf instruments et orchestre
- 1970 : Chemins IIb pour orchestre
- 1972 : Chemins IIc pour clarinette basse et orchestre
- 1974 : Points on the Curve to Find... pour piano et 20 instruments
- 1975 : Chemins IV sur Sequenza VII pour hautbois (ou saxophone soprano) et onze instruments à cordes
- 1977 : Ritorno degli snovidenia pour violoncelle et orchestre, Concerto pour deux pianos et orchestre et Concerto pour piano et orchestre
- 1981 : Corale
- 1984 : Requies pour orchestre de chambre
- 1987 : Formazioni
- 1990 : Continuo
- 1992 : Chemins V sur Sequenza XI pour guitare et orchestre de chambre
- 1996 : Récit Chemins VII pour saxophone alto et orchestre
- 1996 : Kol Od Chemins VI pour trompette et ensemble
- 1996 : Ekphrasis (Continuo II)
- 2000 : SOLO pour trombone et orchestre

### Œuvres concertantes
- 1973 : Concerto pour deux pianos et grand orchestre
- 1984 : Voci (Folk Songs II) pour alto et deux groupes d'instruments
- 1997 : Alternatim double concerto pour clarinette et alto
- 1989 : Concerto II - Echoing curves pour piano et deux groupes instrumentaux

### Œuvres vocales
- 1946 : Quatro canzoni populari pour piano et voix de femme
- 1949 : Magnificat
- 1952 : Opus number Zoo pour quintette à vent : flûte, hautbois, clarinette, basson et cor (texte de R. Levine récité par les instrumentistes)
- 1960 : Circles pour voix de femme, harpe et deux percussionnistes
- 1961 : Epiphanie (en)
- 1964 : Folk Songs (pour petite formation instrumentale et voix, dont deux sont des reprises de Jacob Niles)
- 1966 : Sequenza III
- 1968 : Sinfonia pour huit voix et orchestre
- 1968 : O King pour voix et cinq instruments
- 1969 : El mar la mar
- 1974 : Cries of London pour six voix
- 1976 : Cries of London version pour huit voix
- 1975 : A-Ronne documentaire radiophonique pour cinq acteurs sur un poème de Edoardo Sanguineti
- 1976 : Coro pour 40 voix et instruments
- 1985 : Naturale, su melodie siciliane pour alto, percussion et voix (ou enregistrées)
- 1989 : Canticum Novissimi Testamenti, Ballata, pour quatre clarinettes, quatuor de saxophones et octuor vocal
- 1992 : Epiphanies pour orchestre et voix de femmes
- 1993 : Orchestration pour Rage et Outrage de George Whyte pour voix et ensemble
- 1994 : There is no tune pour chœur de chambre
- 1995 : Shofar pour chœur et orchestre
- 1995 : Hör prologue pour le Requiem de la Réconciliation
- 2002 : E si fussi pisci chansons d'amour siciliennes pour chœur mixte a cappella
- 2003 : Stanze pour baryton, trois petits chœurs d'hommes et orchestre

### Musique instrumentale et de chambre

#### Quatuor à cordes
- 1952 : Study
- 1956 : Quartetto
- 1964 : Sincronie
- 1993 : Notturno, quatuor à cordes no 3
- 1997 : Glosse

#### Sequenze
La liste des Sequenze est la suivante :
- 1958 : Sequenza I pour flûte, œuvre ouverte, avec notation proportionnelle
- 1963 : Sequenza II pour harpe
- 1966: Sequenza III pour voix de femme
- 1966 : Sequenza IV pour piano
- 1966 : Sequenza V pour trombone
- 1967 : Sequenza VI pour alto
- 1969 : Sequenza VII pour hautbois
- 1975 : Sequenza VIII pour violon, en hommage à la Chaconne de la partita no 2 en ré mineur de Bach
- 1980 : Sequenza IX pour clarinette
- 1981 : Sequenza IXb pour saxophone alto
- 1984 : Sequenza X pour trompette
- 1988 : Sequenza XI pour guitare
- 1993 : Sequenza XII pour basson, avec de longues notes tenues dérivantes, presque spectrales
- 1995 : Sequenza VIIb pour saxophone soprano
- 1996 : Sequenza XIII pour accordéon
- 2002 : Sequenza XIV pour violoncelle
- 2003 : Sequenza XIVb pour contrebasse

#### Autres
- 1951 : Due pezzi pour violon et piano
- 1953 : Strings in the Earth and Air pour clarinette, violoncelle et harpe
- 1953 : Monotone (All day I hear the noise of waters) pour clarinette, violoncelle et harpe
- 1953 : Winds of May pour clarinette, violoncelle et harpe
- 1955 : Les mots sont allés... pour violoncelle
- 1963 : Sincronie quintette à cordes
- 1966 : Gesti pour flûte à bec alto
- 1967 : Différences pour 5 instruments et bande
- 1973 : Linea, pour deux piano, Marimba et Vibraphone
- 1974 : Musica leggera, canone permoto contrario e al roverscio, con breve intermezzo pour flûte, alto et accompagnement de violoncelle
- 1979-1983:  34 Duetti per due violini
- 1995 : Re-Call pour vingt-trois instruments
- 1998 : Korót pour huit violoncelles

### Musique pour piano
- 1947 : Petite suite
- 1953 : Cinque variazoni (rev. 1966)
- 1965-1990 : Six Encores
- 1965 : Sequenza IV
- 1968 : Rounds
- 1990 : Six encores
- 1990 : Leaf
- 1990 : Brin
- 1991 : Touch (pour piano à quatre mains)
- 1991 : Canzonetta (pour piano à quatre mains)
- 2000 : Interlinea
- 2001 : Sonata

### Musique pour bande
- 1958 : Thema (Omaggio a Joyce)
- 1960 : Momenti
- 1961 : Visage avec la voix de Cathy Berberian
- 1975 : Chants parallèles
- 1980 : Accordo pour quatre groupes d'instruments à vent
- 1985 : Naturale (su melodie siciliane) pour Alto, percussion et bande
- 1999 : Altra voce pour flûte alto, mezzo soprano et électronique,

### Transcriptions et arrangements
Berio est connu pour avoir adapté et transformé la musique des autres, mais il a également adapté ses propres compositions : la série des Sequenze a donné lieu à une série d'œuvres appelées Chemins, chacune basée sur l'une des Sequenze. Chemins II (1967), par exemple, reprend la Sequenza VI originale (1967) pour alto et l'adapte pour alto solo et neuf autres instruments. Chemins II a été transformé en Chemins III (1968) par l'ajout d'un orchestre, et il existe également Chemins IIb, une version de Chemins II sans l'alto solo mais avec un plus grand ensemble, et Chemins IIc, qui est Chemins IIb avec une clarinette basse solo. Les Sequenze ont également été transformées en nouvelles œuvres sous d'autres titres que Chemins ; Corale (1981), par exemple, est basée sur la Sequenza VIII.
Outre des œuvres originales, Berio a réalisé un certain nombre d'arrangements d'œuvres d'autres compositeurs, parmi lesquels Claudio Monteverdi, Henry Purcell, Johannes Brahms, Gustav Mahler et Kurt Weill. Pour Berberian, il a écrit Folk Songs (1964 ; un ensemble d'arrangements de chansons folkloriques). Il a également écrit une fin pour l'opéra de Giacomo Puccini Turandot (créé à Las Palmas le 24 janvier 2002 et la même année à Los Angeles, Amsterdam et Salzbourg) et dans Rendering (en) (1989) a repris les quelques esquisses que Franz Schubert avait faites pour sa Symphonie n°10 et les a complétées en y ajoutant de la musique dérivée d'autres œuvres de Schubert.
La transcription est une partie essentielle des œuvres originales de Berio. Dans Two Interviews, Berio réfléchit à ce que serait un cours universitaire sur la transcription, en examinant non seulement Franz Liszt, Ferruccio Busoni, Igor Stravinsky, Jean-Sébastien Bach, lui-même et d'autres, mais aussi dans quelle mesure la composition est toujours une auto-transcription. À cet égard, Berio rejette et se distancie des notions de collage, préférant la position de "transcripteur", arguant que le "collage" implique un certain abandon arbitraire qui va à l'encontre du contrôle minutieux de son jeu hautement intellectuel, en particulier dans Sinfonia mais aussi dans l'ensemble de ses œuvres "déconstructives". Au contraire, chaque citation (en) évoque soigneusement le contexte de son œuvre originale, créant un réseau ouvert, mais un réseau ouvert avec des référents hautement spécifiques et une relation signifiant-signifié vigoureusement définie, bien qu'autoproliférante. « Les collages ne m'intéressent pas et ne m'amusent que lorsque je les fais avec mes enfants : ils deviennent alors un exercice de relativisation et de "décontextualisation" des images, un exercice élémentaire dont le sain cynisme ne fera de mal à personne », a déclaré Berio à la musicologue Rossana Dalmonte.
La contribution la plus notable de Berio au monde de la musique expérimentale non sérielle d'après la Seconde Guerre mondiale, qui se retrouve dans la plupart de ses œuvres, est peut-être son engagement dans le monde plus large de la théorie critique (incarné par son amitié de toujours avec le linguiste et théoricien critique Umberto Eco) par le biais de ses compositions. Les œuvres de Berio sont souvent des actes analytiques : il analyse délibérément des mythes, des histoires, les composants des mots eux-mêmes, ses propres compositions ou des œuvres musicales préexistantes. En d'autres termes, ce n'est pas seulement la composition du collage qui est porteuse de sens ; c'est la composition particulière du composant "image-son" qui est porteuse de sens, même de sens extra-musical. La technique du collage, à laquelle il est associé, est donc moins un processus neutre qu'un processus conscient, Joycéen, d'analyse par composition, une forme de transcription analytique dont Sinfonia et Chemins sont les exemples les plus marquants. Berio propose souvent ses compositions comme des formes de discours académique ou culturel plutôt que comme un "simple" aliment pour ces discours.
Parmi les autres compositions de Berio figurent Circles (en) (1960), Sequenza III (1966), et Recital I (for Cathy) (1972), toutes écrites pour Berberian, ainsi qu'un certain nombre d'œuvres scéniques, dont Un re in ascolto, une collaboration avec Italo Calvino, qui est la plus connue.
Le " centre d'intérêt instrumental " de Berio, s'il existe, est probablement la voix, le piano, la flûte et les cordes[réf. nécessaire]. Il a écrit de nombreuses pièces remarquables pour piano, qui vont de pièces solistes à des pièces essentiellement concertantes (points sur la courbe à trouver, concerto pour deux pianos, et Coro, qui a une forte colonne vertébrale de matériel harmonique et mélodique entièrement basé sur la partie de piano).
Des œuvres moins connues utilisent une polyphonie très particulière à Berio, qui se développe de diverses manières. Cette polyphonie se retrouve dans plusieurs œuvres, mais surtout dans les compositions pour petites combinaisons instrumentales. Des exemples sont Différences, pour flûte, harpe, clarinette, violoncelle, violon et sons électroniques, Agnus, pour trois clarinettes et voix, Tempi concertanti pour flûte et quatre groupes instrumentaux, Linea, pour marimba, vibraphone et deux pianos, et Chemins IV, pour onze cordes et hautbois, ainsi que Canticum novissimi testamenti pour 8 voix, 4 clarinettes et quatuor de saxophones.
Parmi ses nombreux arrangements et transcriptions de compositeurs du passé, on notera :
- 1978 : Manuel de Falla : Siete canciones populares españolas, arrangement pour mezzo-soprano et orchestre, dédié à Cathy Berberian ;
- 1986 : Johannes Brahms : Op. 120, No. 1, arrangement pour clarinette et orchestre de la sonate pour clarinette (ou alto) et piano op. 120, no 1 ;
- 2001 : Jean-Sébastien Bach : Contrapunctus XIX (final inachevé) de L'Art de la fugue BWV 1080, transcription  pour orchestre.

### Sacher
Avec onze autres compositeurs (Conrad Beck, Pierre Boulez, Benjamin Britten, Henri Dutilleux, Wolfgang Fortner, Alberto Ginastera, Cristóbal Halffter, Hans Werner Henze, Heinz Holliger, Klaus Huber et Witold Lutosławski), Berio fut invité par le violoncelliste Mstislav Rostropovitch à célébrer le 70e anniversaire du chef d'orchestre suisse Paul Sacher en composant une pièce pour violoncelle solo à partir des lettres du nom de Sacher (eS, A, C, H, E, Re). Cette pièce a été publiée sous le nom de 12 Hommages à Paul Sacher. La pièce de Berio s'intitule Les mots sont allés. Certaines des compositions qui en résultent ont été jouées à Zurich le 2 mai 1976 et l'ensemble du projet Sacher a été interprété pour la première fois dans son intégralité par le violoncelliste tchèque František Brikcius à Prague en 2011. La musique Les mots sont allés a été interprétée depuis par les violoncellistes Siegfried Palm, Jean-Michelle Fonteneau et Alexander Ezerman, entre autres.

## Discographie sélective
- Sequenzas I-XIII - Ensemble InterContemporain (1998, DGG 457 038-2)
- Récital I for Cathy (1971), Folk songs (1964) - Cathy Berberian, London Sinfonietta, Juilliard Ensemble, Dir. Luciano Berio (1972, 1968, RCA 09026 62540 2)

## Publications
- Luciano Berio, Commentaires sur le rock, 1967 (édition française chez Farandola, 2006)
- Luciano Berio, Entretiens avec Rossana Dalmonte, Genève, Contrechamps, 2010

## Médailles et reconnaissance
- 1988 : Prix Antonio-Feltrinelli de l'Académie des Lyncéens, ex aequo avec Carlo Maria Giulini[14]
- 1994 : Chevalier grand-croix de l'Ordre du Mérite de la République italienne[15]
- 1996 : Praemium Imperiale, distinction japonaise[16]
- 1998 : Médaille du Mérite de la culture et de l'art[17]

Il existe une Via Luciano Berio à  Milan.

### Film portant sur Luciano Berio
- Luciano Berio, folklore privé (1984), film documentaire d'Edna Politi.